# Bandsåg

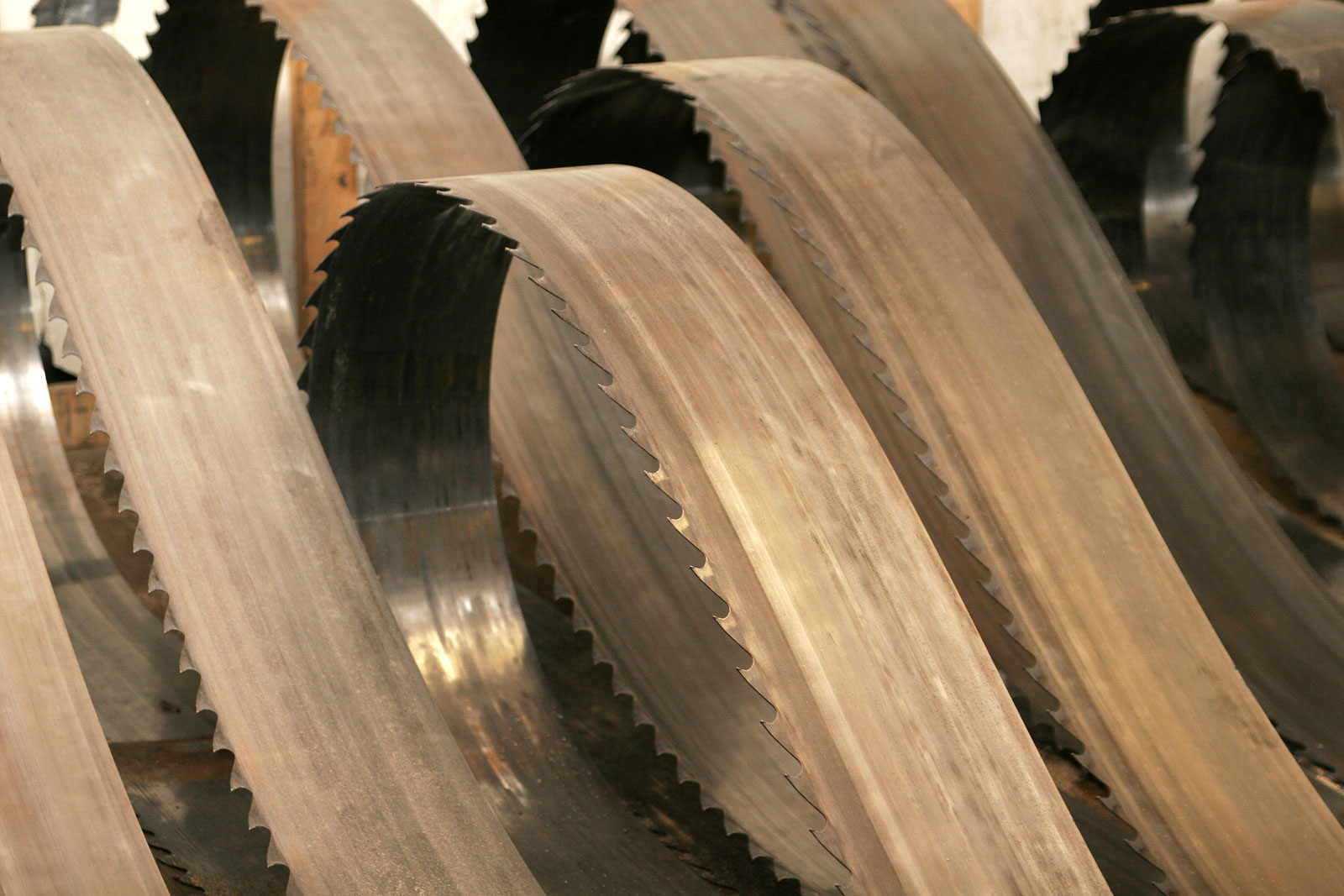
bandsågsblad

Bandsåg är en typ av såg, där själva sågklingan består av ett tunt ändlöst band av stål med sågtänder, bandet benämns bandsågsblad. Bandsågsbladet är oftast upplagt på två hjul placerade ovanför varandra, stående bandsåg. Hjulen kan även var placerade i samma horisontella plan, liggande bandsåg, som är vanligare på sågverk för att såga timmer.

## Historik
Bandsågen uppfanns 1808 av W. Newberry i England. Av brist på lämpligt material till det tunna sågbladet kom dock uppfinningen inte till någon praktisk användning förrän omkring 50 år senare. Fransmannen Perin ställde ut en bandsåg på världsutställningen i Paris 1855, nu var sågbladets hållbarhet löst. De tidiga bladen var lödda med hårdlödning vid skarvningen av bladen, de senare är svetsade tillsammans till ett ändlöst band. 
Bandsågar har varit drivna på olika sätt allt från att med handvev driva hjulen, till remdrift med hjälp av vattenkraft, till de moderna maskinerna med elektriska motorer. Bandsågens hjul har en mjuk beläggning på ytan, den tidigare var läder och senare har gummi kommit till användning. För industriellt bruk är sågutbytet och kapacitet viktig, där är bandsågen viktig och konkurrenskraftig.
Ett bandsågsblad behöver styrning av bladet för att kunna såga rakt samt att hjulen är belastade med en motvikt för att erhålla ett lagom spänt sågblad. Sågblad filas och skränks efter intervaller eller när bladet har förlorat sin skärpa. De moderna bladen skärps med speciella smärgelmaskiner som skärper och utför skränkning av sågbladet.
En annan tillämpning av bandsågar är tekniken genomsågning av timmerstockar till plank och brädor. De används särskilt när dyrbara träslag sågas då det är viktigt med liten avverkning i sågsnittet.

## Bandsåg för snickeri

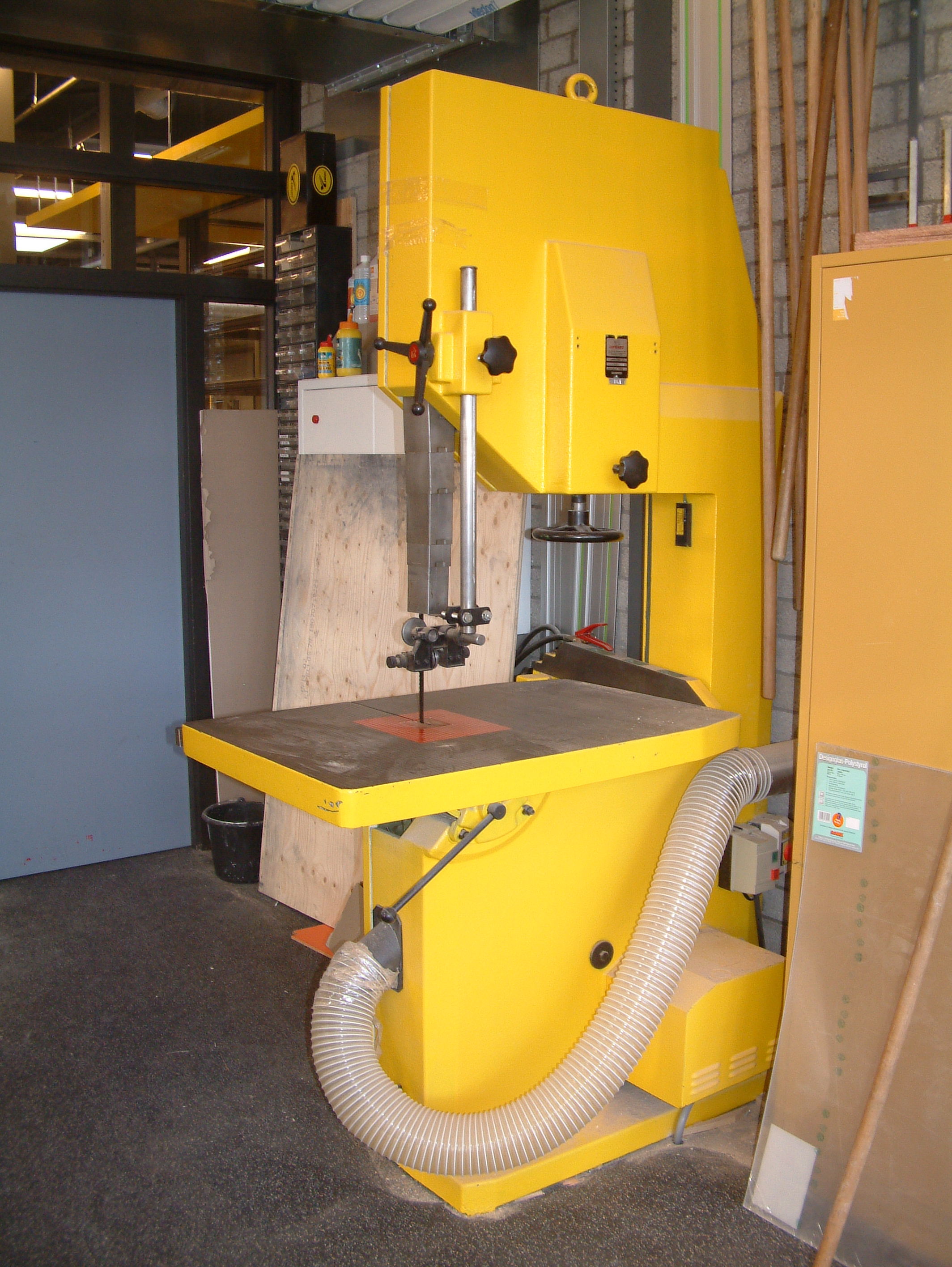
Bandsåg i ett snickeri

Snickeribandsågen är en typ av stående bandsåg som finns i olika storlekar och utföranden men olika hjuldiameter från 300mm till 900mm. Bandsågen i ett snickeri används i huvudsak till kontursågning av trä eller för att klyva upp virke mot ett anhåll. En snickeribandsåg är oftast utrustad med ett sågbord som kan lutas i valfri vinkel ned till 45°. Sågen har styrning av sågbladet på båda sidor om skärytan, övre och undre styrning.
Bandsågens blad kan vara av en bredd från 10 mm till 30 mm beroende på vad som avses att sågas och typ av maskin, figursågning eller klyvning av virke. De minsta bandsågarna är att finna hos hobbyutövare eller hemslöjdare. För att möjliggöra arbete med större arbetsstycken finns även kompakta bandsågar där bandet löper över tre eller fyra hjul.

## Stående bandsåg
Stående bandsågar används i träindustrier för att såga upp timmerstockar, oftast av lövträd för vidareförädling. Dessa bandsågar är fast monterade, medan stocken sitter fastspänd på en vagn som åker fram och tillbaka på en räls för vart sågsnitt. En modern maskin betjänas av en person som övervakar och ställer sågsnittens tjocklek (postning).
En typ av bandsåg är för att torrklyva virke i ett hyvleri där man klyver plank till brädor eller andra sortiment för försäljning i en brädgård. Den här typen av bandsåg är utrustad med matarverk som pressar virket mot sågbladet vid sågning. Modernare sågar av den här typen har automatisk framtagning och paketering av det sågade virket.

## Liggande bandsåg
De äldre liggande sågverken var fast monterade, timmerstocken är monterad på en vagn som åker på en räls, dessa bandsågar kan såga stockar till en diameter på över två meter som är vanligt med träslag i tropiska områden. 
Ett mobilt minisågverk är i regel en liggande bandsåg där stocken ligger fastspänd och bandsågen går utefter stocken på räls. Minisågverket lämpar sig bäst till att såga lövträ med tekniken genomsågning av stockar, här är det inte viktigt att sågämnet blir barkat.
I Sverige och Finland är bandsågverk ovanliga, men i resten av Europa och USA är de flesta sågverk och framförallt minisågverk utrustade med en bandsåg som sågenhet. Logosol och Jonsered är namn på svenska tillverkare av bandsågverk, framför allt Jonsered har lång tradition att tillverka bandsågar för snickeri och träindustri.

## Övriga bandsågar
- Bandsågen används till att stycka kött i butiker och på slakterier, dessa är tillverkade i rostfritt stål.
- Metallbandsåg används huvudsakligen till att kapa olika metallprofiler och rör.